# Huija (álbum)
Huija es el cuarto álbum de estudio de la banda argentina La Portuaria, editado en 1995. El álbum repite la fórmula de su anterior álbum; con una producción más profesional a cargo de Andrés Levin, enfatizó los aspectos mestizos musicalmente (ya desde el mismo título, una exclamación de índole folclórica que remite a las aventuras de Patoruzú). Uno de los temas del disco, "10 segundos", sería seleccionado para una recopilación de música americana por David Byrne. Pese a las favorables críticas, La Portuaria anunciaría al año siguiente que dejaba los escenarios.

## Grabación y lanzamiento
Después del exitoso disco Devorador de corazones de 1993, La Portuaria quería continuar saciando sus famélicos deseos de fama. Casi sin perder tiempo, aunque concentrándose en la búsqueda del sonido ideal, la banda liderada por Diego Frenkel lanzó en 1995 su cuarto material, Huija. El nombre del disco es una exclamación folclórica por parte del personaje de historietas Patoruzú, y fue grabado casi con el mismo concepto que Devorador de Corazones. La combinación entre el jazz y lo latino eran la principal herramienta con la que se valió esta producción. En palabras textuales de Frenkel: “un grito de alegría y explosión salvaje, guiso de mambo, hip hop, acid jazz, ritmo y blues y otros reciclajes contemporáneos”. Una definición bastante abarcadora de estilos, que sin embargo, pueden evidenciarse a lo largo del disco.
“Ruta” tiene ese pegadizo coro imposible de no cantar tras la primera vez que se escucha, que transforma a la canción en una de las más populares. “Supermambo” mantiene el tono alegre, fundamentalmente, con la letra. En el siguiente tema, como con “Nada es igual”, Frenkel vuelve al vacío despojándose de posesiones. “Donde hubo fuego”, frase de larga data, es otro de los temas que se destacan de este material que incluso sería utilizado por David Byrne. La Portuaria no se apartó demasiado del estilo que le dio el Disco de Oro con el anterior trabajo, por lo que Huija mantiene aquel nivel.

## Lista de canciones
1. Ruta
2. Supermambo
3. No tengo nada
4. Sofía
5. Dios
6. Ven a mí
7. Vudú danza
8. La diablada
9. Donde hubo fuego
10. Diez segundos

## Integrantes
- Diego Frenkel: voz, guitarra
- Christian Basso: bajo, contrabajo, coros
- Sebastian Schachtel: órgano, teclados, acordeón, coros
- Víctor Winograd: batería
- Axel Krygier: saxo alto, barítono, flauta, coros
- Alejandro Teran: saxo tenor, clarón, viola
- Andy Bonomo: guitarra, guitarra slide, coros